# Brithysana
Brithysana là một chi bướm đêm thuộc họ Noctuidae.

## Các loài
- Brithysana africana Laporte, 1973
- Brithysana maura (Saalmüller, 1891)
- Brithysana pauliani Viette, 1967
- Brithysana speyeri (Felder & Rogenhofer, 1874)